# 1126 Otero
1126 Otero là một tiểu hành tinh vành đai chính bay quanh Mặt Trời. Nó được đặt tên cho Carolina Otero. Tên ban đầu của nó là 1929 AC.